# Jean-Claude Hureau
Jean-Claude Hureau (* 8. Juni 1936 in Bray-sur-Seine, Département Seine-et-Marne) ist ein französischer Ichthyologe.

## Leben
Hureau erlangte 1954 nach dem Abschluss des Collège Carnot in Fontainebleau das Baccalauréat in Mathematik. 1956 erwarb er das Zertifikat in Physik, Chemie und Naturkunde (Certificat d’études supérieures de sciences portant sur la physique, la chimie et l’histoire naturelle, S.P.C.N.) und anschließend die Licence in Naturwissenschaften in Fontainebleau. Von 1960 bis 1962 begleitete er als Biologe französische Polarexpeditionen und 1962 kam er als wissenschaftlicher Mitarbeiter am Lehrstuhl für Zoologie (Abteilung für Reptilien und Fische) des Muséum national d’histoire naturelle zum Centre national de la recherche scientifique. Im Rahmen seines Militärdienstes bei der französischen Marine war Hureau von 1963 bis 1964 drei Monate lang auf den Kerguelen tätig. Er wurde Mitglied des französischen Nationalkomitees für Antarktisforschung, kehrte zwischen 1965 und 1966 für vier Monate auf die Kerguelen zurück und wurde 1966 zum Doktor promoviert.
Von 1967 bis 1977 nahm Hureau an fünf Expeditionen auf dem Forschungsschiff Jean Charcot teil. 1970 wurde er von Théodore Monod zum stellvertretenden Direktor des Lehrstuhls für Überseefischerei im Museum ernannt. Zwischen 1971 und 1972 absolvierte er mehrere Auslandsaufenthalte und 1973 unterrichtete er einen Lehrgang am Institut national agronomique Paris-Grignon. Im Frühjahr 1974 leitete er an Bord des Forschungsschiffes Marion Dufresne eine Expedition auf die Französischen Süd- und Antarktisgebiete und 1975 wurde er an Jacques Dagets Lehrstuhl für Aquatische Populationsdynamik versetzt. Von 1975 bis 2001 nahm er an neunzehn Expeditionen in die Antarktis oder in entfernte Gebiete teil. 1976 wurde er stellvertretender Direktor des Labors für Allgemeine und Angewandte Ichthyologie und 1992 wurde er zum Professor am Muséum national d’histoire naturelle berufen. Von 1985 bis 1993 war er in verantwortlichen Positionen im wissenschaftlichen Rat des Museums tätig, wo er den Vorsitz der Abteilung Sammlungen und Datenbanken innehatte.
1994 wurde er zum Präsidenten des französischen Nationalkomitees für Antarktisforschung der Akademie der Wissenschaften ernannt und vertrat Frankreich bei allen Sitzungen internationaler antarktischer wissenschaftlicher Gremien (Scientific Committee on Antarctic Research (SCAR), Commission for the Conservation of Antarctic Marine Flora and Fauna (CCAMLR)) und internationaler wissenschaftlicher Programme (unter anderen BIOMASS, EPOS, EASIZ, EVOLANTA).
Hureau widmete seine wissenschaftliche Arbeit hauptsächlich der Ichthyologie und der Meeresbiologie, wobei der Schwerpunkt auf polaren Biotopen und insbesondere antarktischen Biotopen lag. Seit 1980 forscht er über die Evolution der antarktischen Fischarten. Ab 1968 konzipierte Hureau in internationaler Zusammenarbeit mehrere regionale Fischkataloge in Zusammenarbeit mit der UNESCO und der FAO (Nordostatlantik, Osttropischer Atlantik, Antarktis). Seit 1979 widmet er sich hauptsächlich der Einrichtung von computergestützten Datenbanken über Fische, zunächst der Datenbank zur Verwaltung der Fischsammlungen des Muséum national d’histoire naturelle und der wichtigsten regionalen Naturkundemuseen (GICIM), anschließend der umfangreichen Datenbank Fishbase über alle Meeres- und Süßwasserfische der Welt.
Hureau veröffentlichte über 200 wissenschaftliche Schriften, dazu zählen Poissons antarctiques récoltés au cours de la XIe expédition française en Terre Adélie (1962), Biologie de Chaenichthys rhinoceratus Richardson et problème du sang incolore des Chaenichthyidae, poissons des mers australes (1966), Utilisation des statistiques d’ordre en taxonomie numérique (1968), Biologie comparée de quelques poissons antarctiques (Nototheniidae) (1970), La Faune ichtyologique du secteur indien de l’océan Antarctique et estimation du stock de poissons autour des îles Kerguelen (1979), Biology and Status of Exploited Atarctic Fish Stocks (1985), Fiches FAO d’identification des espèces pour les besoins de la pêche. Océan austral (1987), Catalogue des poissons de l’Atlantique tropical oriental (Clofeta) (1990), Ostéologie céphalique de deux poissons perroquets (Scaridae: Teleostei) (1994), Les Banques de données sur les collections du Muséum national d’histoire naturelle: historique, structure, état actuel, intérêt pour la recherche et les relations internationales (1995), Molecular Evidence for the Origins of Antarctic Fishes: Paraphyly of the Bovichtidae and no Indication for the Monophyly of the Notothenioidei (Teleostei) (1997), Ecological Data on Trematomus hansoni, a coastal Fish from Terre Adélie (Antarctica) (2000), sowie Evolutionary Biology of Antarctic Organisms (2000). Hinzu kommen historische Studien wie Antoine Risso 1777-1845, ein Band, der anlässlich des hundertsten Jahrestages von Rissos Geburt (1978) veröffentlicht wurde, oder Le Siècle de Théodore Monod (2002). 1973 veröffentlichte er mit Monod das Buch Check-list of the fishes of the north-eastern Atlantic and of the Mediterranean.
Hureau ist verheiratet und hat drei Kinder.